# Citizen G.C. (альбом)
Citizen G.C. –  мініальбом  Ґжеґожа Цєховского під псевдонімом Obywatel G.C., виданий у 1989 році на студії звукозапису ZPR Records.
Тексти і музика всіх композицій: Ґжеґож Цєховскі
Тексти англійською мовою: Джон Портер (1,2, 3), Войцех Манн (4)
Аранжування та продукування записів: Ґжеґож Цєховскі та Рафал Пачковскі.
Режисура звуку: Рафал Пачковскі.
Початкове програмування Павел Данікєвіч.
Записи відбулися в студії Марцела Лятошка і в студії S-4 в період з лютого по квітень 1988 року.
Мініальбом увійшов до десятидискової збірки Колекція як додаток до альбому Tak! Tak!

## Список композицій
1. „Blah – Blah” – 3:40
2. „Don't Ask About Poland” – 5:55
3. „The Hangman Song” – 4:00
4. „A Trip to Tropical Islands” – 5:15

## Склад
- Ґжеґож Цєховскі – клавішні інструменти, вокал
- Войцех Кароляк – орган
- Аґнєшка Коссаковска – вокал (сопрано)
- Марцін Отрембскі – гітара
- Рафал Пачковскі – клавішні інструменти, програмування інструментів, семпли
- Джон Портер – акустична гітара
- Малґожата Потоцка – вокал
- Томаш Станько – труба
- Марек Сужин – перкусія
- Кшиштоф Сцєраньскі – бас-гітара
- Павел Сцєраньскі – бас-гітара
- Хосе Торрес – перкусія, вокал
- Адам Вендт – саксофон

## Зовнішні посилання
- Обкладинка [Архівовано 5 березня 2016 у Wayback Machine.]